# Galina Gontcharenko
Galina Gontcharenko (russe : Галина Гончаренко), née le 6 janvier 1986 à Leningrad (RSFS de Russie), est une gymnaste trampoliniste russe. 

## Carrière
Galina Gontcharenko intègre en 2002 l'équipe nationale russe avec laquelle elle est sacrée championne du monde en double mini trampoline par équipes en 2003.
Elle est championne d'Europe de double mini trampoline en individuel et par équipe en 2004.
Gontcharenko remporte en 2007 à Québec la médaille d'or par équipe en double mini trampoline ainsi que la médaille de bronze de trampoline par équipe. 
Elle obtient trois podiums aux Championnats d'Europe de trampoline 2008 à Odense : une première place par équipe en double mini trampoline, une deuxième place en trampoline par équipe et une autre deuxième place en double mini individuel.
Aux Championnats du monde de trampoline 2009 de Saint-Pétersbourg, outre le titre de double mini par équipes conservé et une médaille d'argent de trampoline par équipe, elle est sacrée vice-championne du monde de double-mini trampoline individuel, battue de peu par sa compatriote Victoria Voronina. Gontcharenko, qui arrive en tête des qualifications des Jeux mondiaux de 2009 à Kaoshiung, rate sa finale et termine sixième.
Aux Championnats d'Europe 2010 à Varna, elle obtient sa première médaille internationale en trampoline individuel en terminant troisième de l'épreuve avec 38,40 points. Elle termine quatrième de l'épreuve de double mini trampoline, qui est pourtant sa spécialité. Elle conserve le titre de double mini par équipes et obtient le titre continental de trampoline par équipe.